# Ваимеа (река, Кауаи)
Ваимеа (англ. Waimea River) — река длиной 17,9 км на острове Кауаи, Округ Ваимеа, Гавайские острова, штат Гавайи, США.

## География

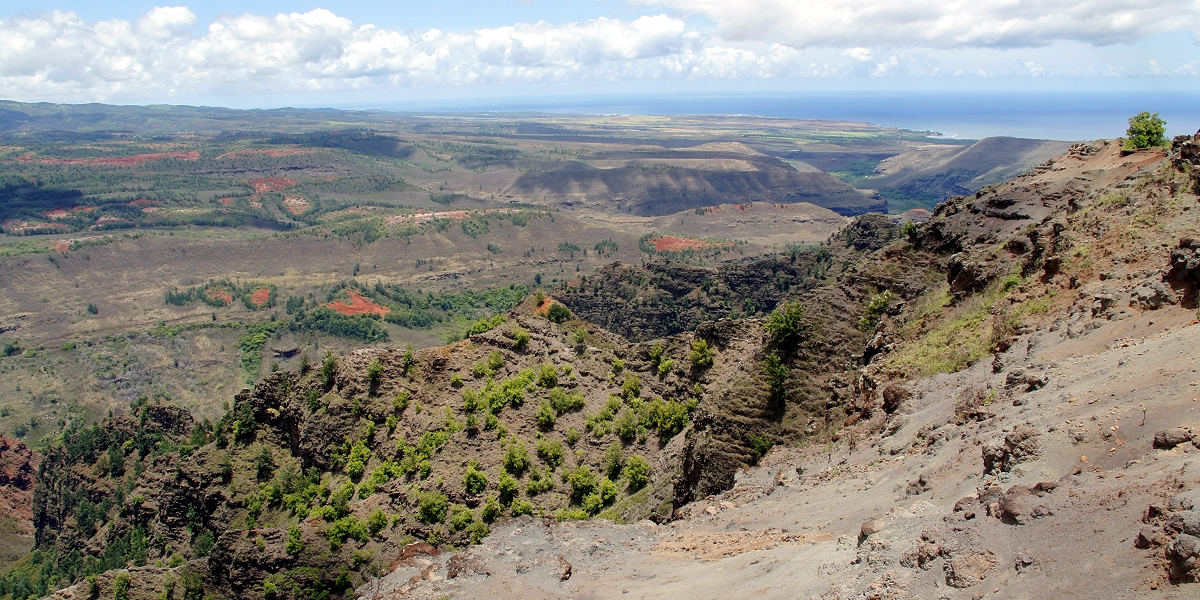
Река вытекает из каньона

Одна из самых длинных рек на Гавайских островах.
Воды ручьёв, питающих Ваимеа, берут начало на плато в центре острова, на горных болотах Ваиалеале, на высоте около 1200 м. Это одно из самых влажных мест на Земле, где за год выпадает до 16 916 мм осадков.
Основное русло начинается в месте слияния ручьёв По-омау (англ. Po'omau) и Ваиаулу (англ. Waiahulu) на высоте 350 метров. Река течёт на юг, проходя через Каньон Ваимеа, известный как «Большой каньон Тихого океана», — крупнейший в Океании.
Река Ваимеа впадает в Тихий океан, где образует небольшой одноимённый залив (бухту), защищённую от ветров большую часть года.
Речной сток и отложения были впервые изучены в 1990 году.

## История

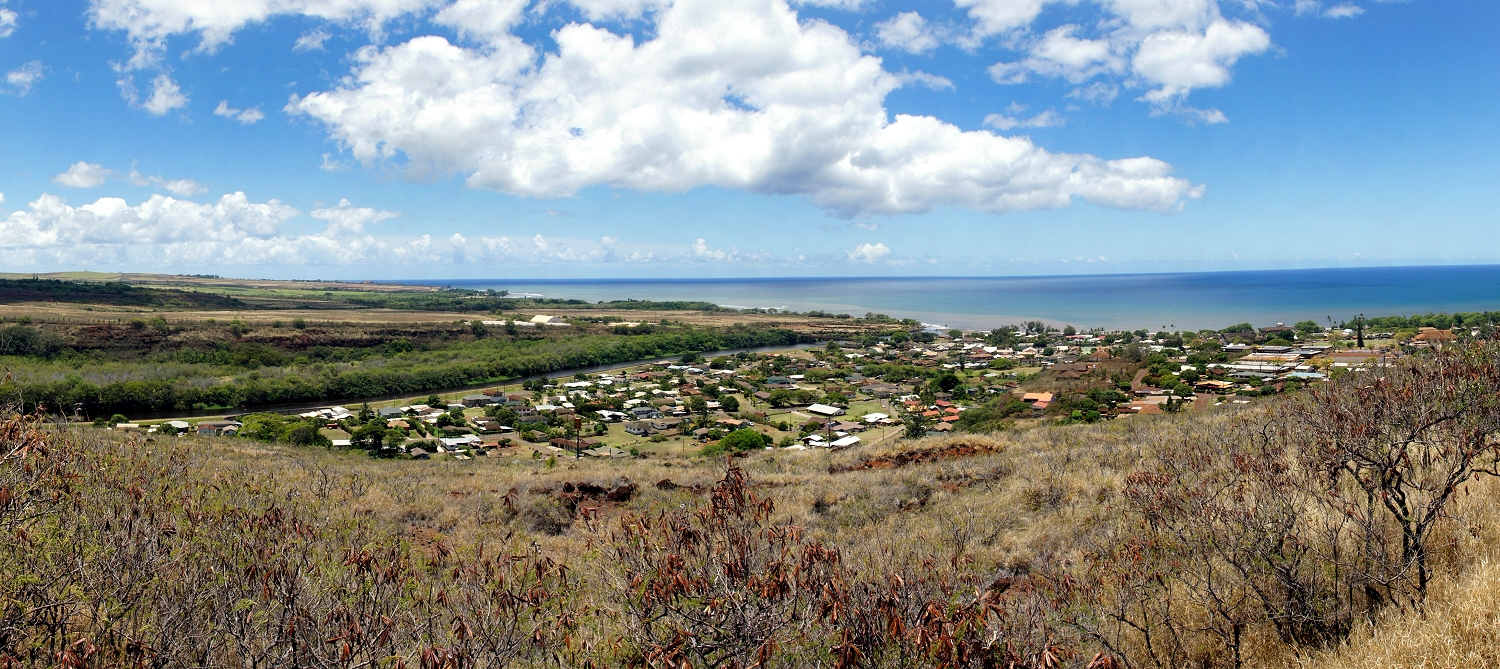
Устье реки Ваимеа

Долина реки и её притоков были плодородны и густо населены.
У устья реки 20 января 1778 года сделала первую остановку на только что открытых для европейцев Гавайских островах экспедиция капитана Джеймса Кука.
В 1817 году на этом месте была построена каменная защитная стена — Русская крепость «Елизавета».
В Июле 2017 года около 500 добровольцев начали очистку устья реки от накопившихся отложений и ила.